# Рибни езера (хижа)
Рибни езера е туристическа хижа в Рила. Намира се между двете Рибни езера в подножието на Острешки рид.
Представлява масивна двуетажна сграда с капацитет 60 места с вътрешни санитарни възли, умивални и бани. Хижата е електрифицирана от ВЕЦ и агрегат, водоснабдена, отоплението е с печки на твърдо гориво. Има столова и кухня. Около хижата има няколко дървени бунгала с общ капацитет 120 места.

### Съседни хижи и места за отсядане
- х. „Грънчар“ – 6.00 часа,
- х. „Семково“ – 4.30 часа,
- х. „Македония“ – 6.00 часа,
- заслон „Кобилно бранище“ – 4.30 часа,
- заслон „Страшното езеро“ – 6.30 часа,
- х. „Мальовица“ – 8.30 часа, хотел „Мальовица“ – 9.30 часа,
- х. „Мечит“ – 8.30 часа.

### Маршрути
- връх Рилец – 2.30 часа,
- връх Канарата – 2.00 часа
- Рилски манастир – 5.30 часа
- Смрадливото езеро – 1.00 час.
- връх Йосифица – 1.15 часа